# Гошани (ґміна)
Ґміна Гошани — колишня (1934—1939 рр.) сільська ґміна у Рудківському повіті Львівського воєводства Польської республіки (1918—1939) рр. та у Крайсгауптманшафті Лемберг-Ланд Дистрикту Галичина Третього Райху (1941—1944 рр.). Центром ґміни було село Гошани.
1 серпня 1934 р. було створено ґміну Гошани в Рудківському повіті. До неї увійшли сільські громади: Бенькова Вішня, Чішевіце (Чижевичі), Гошани, Дубаньовіце (Дубаневичі), Коропуж, Милчіце (Мильчиці), Подгайчикі, Романувка (Романівка), Угерце Вєняскє, Шоломєніце (Шоломиничі), Яремкув (Яремків), Ятвєнґі (Ятвяги).
У 1934 р. територія ґміни становила 114,11 км². Населення ґміни станом на 1931 рік становило 13 840 осіб. Налічувалось 2 690 житлових будинків.
Національний склад населення ґміни Гошани на 01.01.1939:
| село             | населення | українці-грекокатолики | українці-латинники | євреї | поляки  | польські колоністи |
| ---------------- | --------- | ---------------------- | ------------------ | ----- | ------- | ------------------ |
| Бенькова Вишня   | 2200      | 1720                   | 380                | 10    | 40      | 50                 |
| Чижевичі         | 1520      | 1500                   |                    | 10    |         | 10                 |
| Гошани           | 1600      | 1430                   | 150                | 10    | 10      |                    |
| Дубаневичі       | 1510      | 1290                   | 205                | 10    | 5       |                    |
| Коропуж          | 1670      | 1510                   | 20                 | 30    | 10      | 100                |
| Мильчиці         | 1460      | 10                     |                    | 10    | 1440    |                    |
| Підгайчики       | 1860      | 730                    | 1050               | 40    | 40      |                    |
| Романівка        | 400       | 395                    |                    | 5     |         |                    |
| Угерці Винявські | 780       | 710                    | 55                 | 5     | 10      |                    |
| Шоломиничі       | 1190      | 1160                   |                    | 30    |         |                    |
| Яремків          | 320       | 240                    | 65                 | 5     | 10      |                    |
| Ятвяги           | 480       | 270                    | 120                |       | 90      |                    |
| Загалом          | 14990     | 10965                  | 2045               | 165   | 1655    | 160                |
| Відсотки         | 100 %     | 73,15 %                | 13,64 %            | 1,1 % | 11,04 % | 1,07 %             |

Відповідно до Пакту Молотова — Ріббентропа 28 вересня територія ґміни була зайнята СРСР. Ґміна ліквідована 17 січня 1940 р. у зв'язку з утворенням Рудківського району.
Гміна (волость) була відновлена на час німецької окупації з липня 1941 р. до липня 1944 р. Зі складу ґміни передано до утвореної ґміни Рудки села Бенькова Вишня, Підгайчики і Яремків, натомість передано зі ґміни Любєнь Вєлькі село Годвишня
На 1.03.1943 населення ґміни становило 9 418 осіб..
Після зайняття території ґміни Червоною армією в липні 1944 р. ґміну ліквідовано і відновлений поділ на райони.